# Ofu (Nigéria)
Ofu é uma Área de governo local na parte central de Kogi (estado), República Federal da Nigéria, o Rio Níger formando seu limite ocidental. Sua sede fica na cidade de Ogwoawo (ou Ugwalawo ou Gwalawo) ao sul da área em7° 14′ 09″ N, 6° 55′ 32″ L.
A linha nordeste de latitude e longitude iguais passa pelo LGA.
 
Possui uma área de 1.680 km2 e uma população de 192.169 no censo de 2006.
O código postal da área é 271.